# Istituto Italiano di Cultura

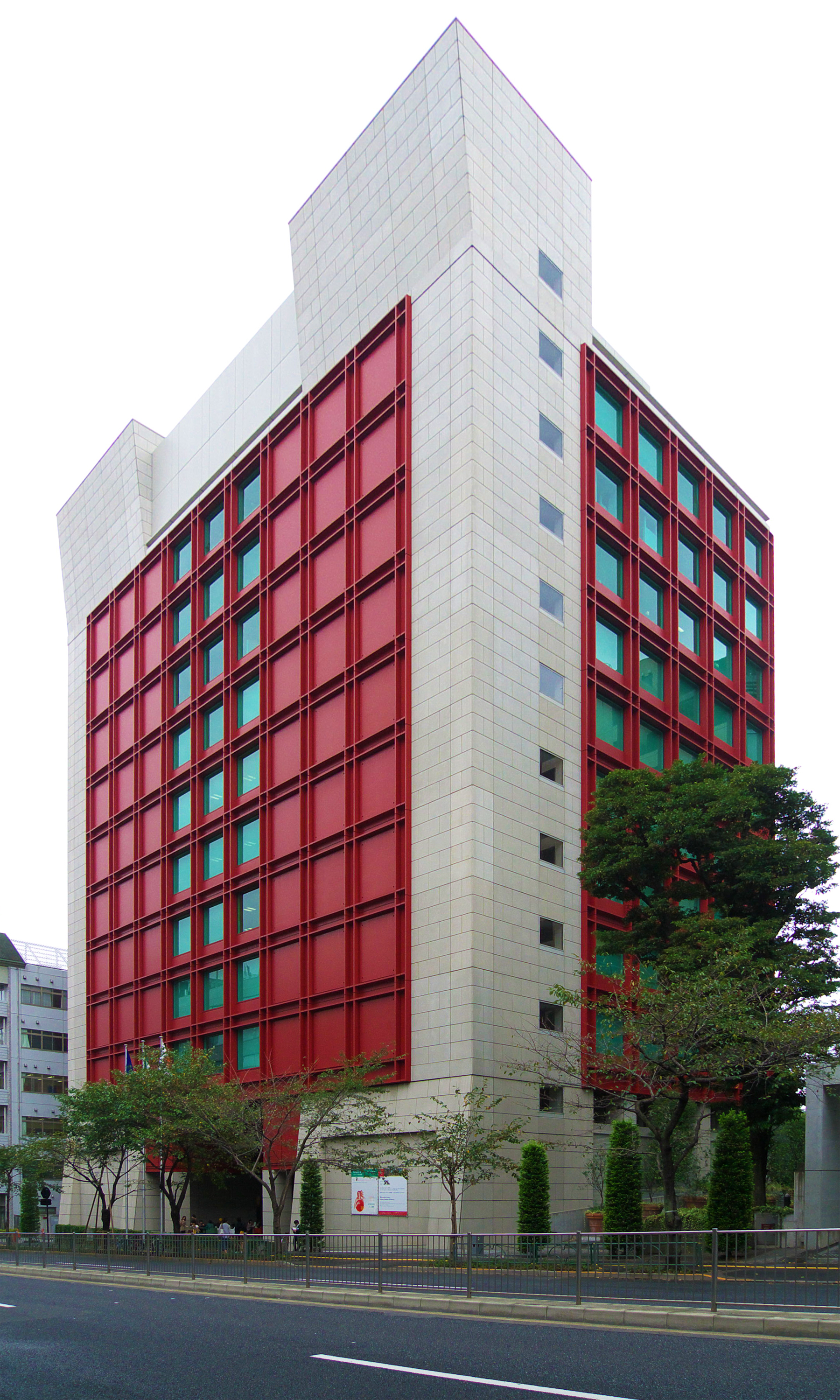
LIstituto Italiano di Cultura de Tokyo.

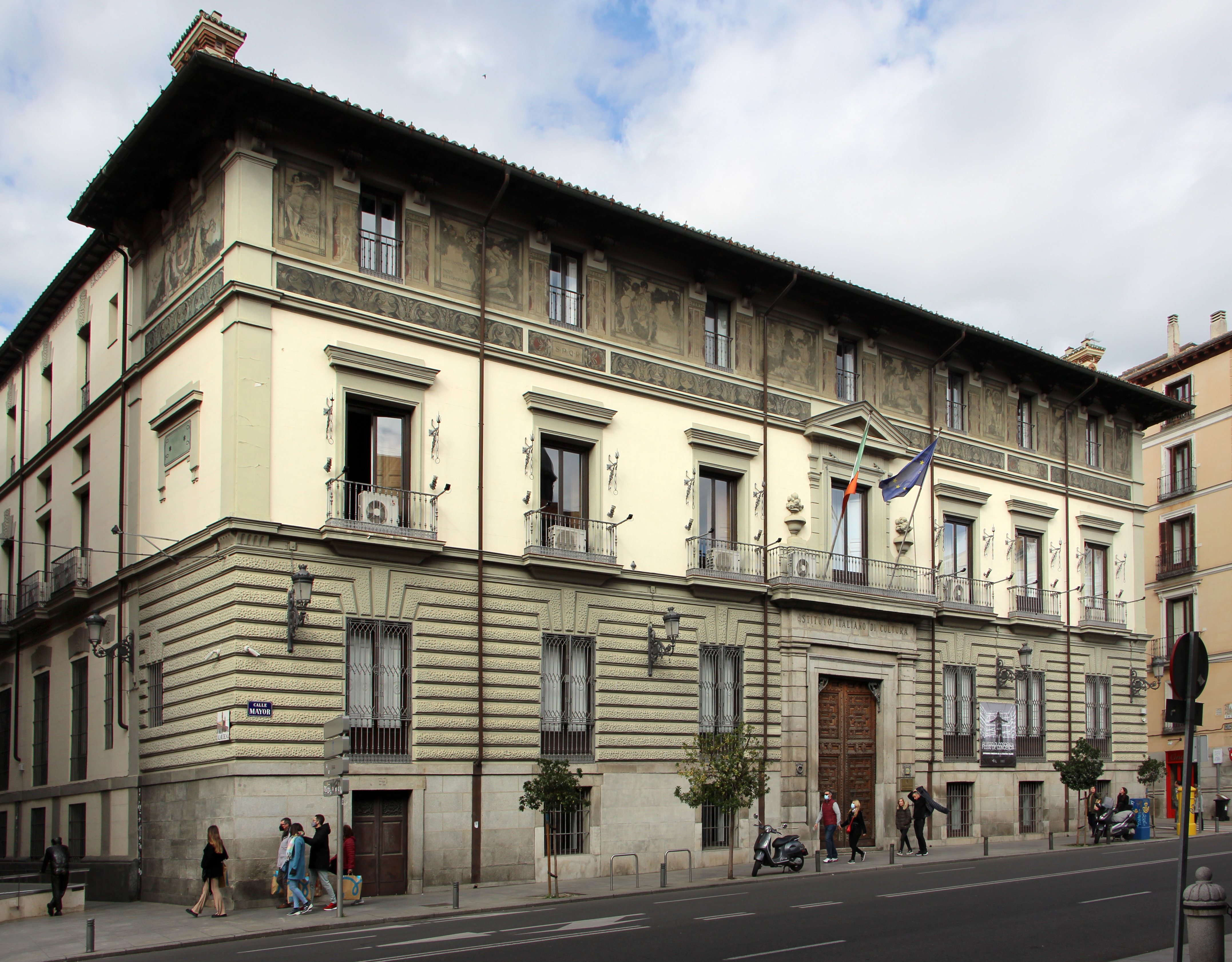
Le palacio de Abrantes siège de l'Institut à Madrid.

Pour les articles homonymes, voir IIC.
L'Istituto Italiano di Cultura (IIC) est un organisme public situé en Italie, dont le but est de promouvoir la langue et la culture italienne à l'étranger.

## Sièges dans le monde
L'Istituto Italiano di Cultura est présent à Alger dans le quartier d'El Biar.